# Leonid Bresjnev
Leonid Iljitj Bresjnev (alt. translit.:Brezjnev eller Brezhnev; Леонид Ильич Брежнев) (19. december 1906 – 10. november 1982) var en sovjetisk politiker. Han blev landets øverste leder som generalsekretær i kommunistpartiet efter Nikita Khrusjtjov i 1964. Bresjnevs politiske periode var præget af stramninger samtidig med at landet oprustede militært. Bresjnev var ansvarlig for invasionen af Tjekkoslovakiet i 1968 og besættelsen af Afghanistan i 1979.
Han efterfulgtes i 1982 af Jurij Andropov.
Han var ad to gange tillige formelt statsoverhoved (formand for Den øverste sovjets præsidium), 1960-1964 hhv. 1977-1982.

## Vejen til magten
Bresjnev var født i Ukraine, hvilket livet igennem prægede hans sprog og manerer. Som mange unge fra arbejderklassen fik han tekniske uddannelser, først som landmåler og siden som metallurg. I 1923 meldte han sig ind i Komsomol og i 1931 i selve kommunistpartiet.
1935-36 var Bresjnev indkaldt til hæren som værnepligtig. Han blev politisk kommissær på en kampvognsfabrik og fortsatte sin karriere indenfor partiet, som i 1939 gjorde ham til partisekretær med ansvar for krigsindustrien i byen Dnipropetrovsk.
Bresjnev tilhørte den første generation af partifunktionærer, som ikke havde været aktive før revolutionen og som ikke havde taget del i de magtkampe, der fulgte efter Lenins død i 1924. Desuden havde han loyalt støttet Stalin igennem de store udrensninger i 1937-39, som gav plads for hurtige forfremmelser. Efter den tyske invasion i 1941 steg Bresjnev hurtigt i graderne som politisk kommissær for stadig større hærenheder. Han fik Nikita Khrusjtjov som chef og blev dennes protégé, en forbindelse der var ham til gavn, ikke mindst efter krigen.

## Bresjnev og Khrusjtjov
I 1950 kom han centrale magtfunktioner nærmere, da han blev medlem af Den øverste Sovjet. Allerede to år senere trådte han ind i partiets centralkomité.
Takket være ikke mindst sit nære forhold til Khrusjtjov, der i 1953 var blevet generalsekretær efter Stalins død, avancerede Bresjnev til generalløjtnant og politisk chef for såvel hæren som flåden. Han blev i 1956 kandidat til præsidiet (det tidligere politbureau) og fuldt medlem allerede året efter. Da havde han støttet Khrusjtjov i opgøret med Stalintiden og nøglefigurer fra den gamle garde som Vjatjeslav Molotov, Georgij Malenkov og Lasar Kaganovitj.
Helt tæt på magtens centrum kom han i 1959, hvor han blev vicegeneralsekretær, og i 1960, hvor han med udnævnelsen til præsident for Den øverste Sovjets præsidium blev Sovjetunionens formelle statsoverhoved (Khrusjtjov var som generalsekretær fortsat statens reelle leder). Fra 1962 opstod der i de højeste kredse usikkerhed og utilfredshed med Khrusjtjovs præstationer og adfærd, en situation der gennem 1963 og 1964 udviklede sig, og som Bresjnev efterhånden tilsluttede sig. 14. oktober 1964 blev Khrusjtjov fældet, mens han var på ferie, og Bresjnev valgt som hans afløser som generalsekretær og dermed Sovjetunionens faktiske leder.

## Partileder
Knap havde Bresjnev sat sig i stolen som generalsekretær, før han satte en stopper for den afstalinisering, Khrusjtjov havde påbegyndt i 1957 og som havde givet en vis frihed til kulturen og de intellektuelle. Ved 20-årsfejringen af afslutningen på 2. verdenskrig trak Bresjnev Stalin frem i lyset som et forbillede. En retssag mod de to forfattere Julij Daniel and Andrej Sinjavskij var et tegn på tilbagevenden til fortidens centralisme og knægtelse af kunstnerisk frihed.
Repressionen vendtes udad med Warszawapagtens overfald på Tjekkoslovakiet, der afsluttede Foråret i Prag den 21. august 1968, et militært indgreb mod en satellitstat, som Bresjnev legitimerede med en sikkerhedsdoktrin, som kom til at bære hans navn.